# I Could Fall in Love
«I Could Fall in Love» (с англ. — «Я могла бы влюбиться») — песня американской певицы Селены из её пятого студийного альбома Dreaming of You (1995), выпущенная посмертно 26 июня 1995 года на лейбле EMI Latin. Автором и продюсером трека выступил Кит Томас. «I Could Fall in Love» — поп-баллада с элементами R&B, соула и софт-рока. Композиция повествует об отчаянии и разбитом сердце; в ней описывается страх певицы быть отвергнутой мужчиной, в которого она влюблена.
Песня получила положительные отзывы критиков, которые сравнивали её с работами Селин Дион, Брэнди Норвуд и TLC. Композиция одержала победу на Tejano Music Awards в номинации «Лучшая кроссоверная песня в стиле техано»; Американское общество композиторов, авторов и издателей (ASCAP) на церемонии награждения ASCAP Pop Music Awards признало её одной из самых исполняемых песен в 1995 году. Ряд изданий, включая OC Weekly, BuzzFeed, Neon Tommy и Latina, назвали «I Could Fall in Love» одной из лучших композиций Селены за всю её музыкальную карьеру.

## История создания и релиз
Селена давно вынашивала идею записи песен на английском. Она хотела петь на этом языке ещё до начала музыкальной карьеры. В 1989 году Селена подписала контракт с лейблом EMI Latin. Вскоре певицу попросили сделать три демозаписи на английском языке для председателя EMI Records Чарльза Копельмана. Копельман, однако, не поддержал идею записи англоязычной пластинки, так как, по его мнению, Селене для начала необходимо было расширить фан-базу. К 1994 году Селена выпустила пять успешных альбомов на испанском языке; Копельман пришёл к выводу, что певица достигла высот на испаноязычной сцене, и начал готовиться к записи диска с песнями на английском.
В декабре 1994 года Селена вместе со своим братом и музыкальным продюсером Эйби Кинтанилья отправилась в Нэшвилл для сотрудничества с автором Китом Томасом. К тому времени у Томаса был готов инструментал композиции «I Could Fall in Love»; вокальные партии, однако, записать он не успел, поэтому решил сам их спеть. Певице и её брату сразу же понравилась эта песня, и, по словам Эйби, Селена захотела включить её в будущий альбом. Композиция была записана в декабре 1994 года во Франклине; сведением занимался Билл Виттингтон при участии Майка Корбетта и Тодда Мура. Работа над песней завершилась 25 марта 1995 года. В одном из интервью Кит Томас рассказывал, что записывал с Селеной ещё один трек, который так и остался незавершённым. 31 марта Селену застрелила Йоланда Сальдивар, её лучшая подруга и бывший руководитель фан-клуба.
«I Could Fall in Love» стала ведущим промосинглом с альбома Dreaming of You (1995). 15 июня 1995 года композиция дебютировала на американских радиостанциях различного формата вещания, включая contemporary hit radio, Top 40, urban AC и rhythmic contemporary. Обозреватель газеты Arizona Daily Star высказал мнение, что «I Could Fall in Love» предназначалась больше для взрослых современных радиостанций, нежели для радиоформатов R&B и Top 40, где часто ставили песни Глории Эстефан. 26 июня 1995 года в Австралии и Мексике состоялся релиз макси-сингла. По мнению Фреда Бронсона из журнала Billboard, если бы лейбл EMI Latin выпустил песню в качестве официального сингла, то она могла бы стать первым посмертным синглом после композиции Джонни Эйса «Pledging My Love», которому удалось попасть в первую сороковку хит-парада Billboard Hot 100.

## Список композиций
| - Промосингл 1. «I Could Fall in Love (Album version)» — 4:40 2. «I Could Fall in Love (Softer version)» — 4:41 - Японский макси-сингл 1. «I Could Fall in Love» — 4:41 2. «Dreaming of You» — 5:15 3. «Sukiyaki» — 3:01 | - Мексиканский CD-сингл 1. «I Could Fall in Love (Album version)» — 4:40 2. «I Could Fall in Love (Softer version)» — 4:41 3. «Tú Sólo Tú» — 3:12 - Австралийский макси-сингл 1. «I Could Fall in Love (Album version)» — 4:40 2. «I Could Fall in Love (Softer version)» — 4:41 3. «Tú Sólo Tú» — 3:12 4. «Amor Prohibido» — 2:50 |